# Typhlonarke
Typhlonarke is een geslacht van de familie van de sluimerroggen (Narkidae). Het geslacht heeft twee soorten. Over beide soorten is weinig bekend; het zijn endemische soorten die alleen in de buurt van Nieuw-Zeeland voorkomen.

## Soorten
- Typhlonarke aysoni (Hamilton, 1902)
- Typhlonarke tarakea Phillipps, 1929